# Paul Wing
Paul Reuben Wing (* 14. August 1892 in Tacoma, Washington, USA; † 29. Mai 1957 in Portsmouth, Virginia, USA) war ein US-amerikanischer Regieassistent, Filmproduzent und Filmschauspieler.

## Biografie
Paul Wing wurde als Sohn des Arztes Peleg Wing und dessen Frau Ida in Tacoma geboren, wuchs jedoch in Virginia auf. Die Ehe der Eltern wurde im April 1912 geschieden, wenige Monate, bevor Paul Wing am 25. Dezember 1912 im Alter von 20 Jahren die erst 18 Jahre alte Martha Gillis Thraves heiratete.
Wing musste zwei Jahre später als Soldat in den Ersten Weltkrieg ziehen, danach nahm er eine Stelle bei Paramount Pictures an. In den 1920er bzw. 1930er Jahren avancierte Wing zu einem durchschnittlich erfolgreichen Studiomitarbeiter, der bei vielen Filmen lediglich als Filmherstellungsleiter verantwortlich zeichnete, jedoch in den Credits stets unerwähnt blieb.
Nachdem er bereits 1927 als Regieassistent des Stummfilms Stark Love Regisseur Karl Brown unterstützt hatte, assistierte er 1935 Henry Hathaway bei seiner Inszenierung des Filmdramas The Lives of a Bengal Lancer. Für seine Arbeit wurde Wing 1936 mit dem Oscar in der damals existenten Kategorie Beste Regieassistenz ausgezeichnet.
Wing, der ein passionierter Pilot war, überlebte 1935 nur knapp einen Flugzeugabsturz. Zwischen 1936 und 1937, in der Zeit der Rehabilitation, war er gezwungen, eine Radiosendung für NBC zu produzieren. Auch war er 1935 zum ersten und einzigen Mal als Schauspieler vor der Kamera zu sehen, und zwar in der Filmkomödie Hold ’Em Yale.
Paul Wing starb 1957 im Alter von 64 Jahren.
Mit seiner Frau Martha hatte er drei gemeinsame Kinder, zwei Töchter und einen Sohn. Während der Sohn ein Privatleben abseits des Showbusiness wählte, wurden seine Töchter Toby Wing (1915–2001) und Pat Wing (1916–2002) bekannter, da beide Schauspielerinnen geworden sind.

## Filmografie

### Regieassistent
- 1927: Stark Love
- 1935: The Lives of a Bengal Lancer

### Schauspieler
- 1935: Hold ’Em Yale

## Auszeichnung
- 1936: Oscar, Beste Regieassistenz für: The Lives of a Bengal Lancer